# Santo Antônio da Alegria
Santo Antônio da Alegria è un comune del Brasile nello Stato di San Paolo, parte della mesoregione di Ribeirão Preto e della microregione di Batatais.